# Asplenium brassii
Asplenium brassii är en svartbräkenväxtart som beskrevs av Carl Frederik Albert Christensen. Asplenium brassii ingår i släktet Asplenium och familjen Aspleniaceae. Inga underarter finns listade.